# Saint-Dizier-la-Tour
Saint-Dizier-la-Tour település Franciaországban, Creuse megyében. Lakosainak száma 180 fő (2022. január 1.). Saint-Dizier-la-Tour Chénérailles, Cressat, Gouzon, Saint-Chabrais, Saint-Pardoux-les-Cards és Parsac községekkel határos.

## Népesség
A település népessége az elmúlt években az alábbi módon változott:
| Lakosok száma | 370  | 276  | 234  | 235  | 212  | 217  | 212  | 195  | 186  | 180  |
|               | 1968 | 1982 | 1990 | 2006 | 2013 | 2015 | 2017 | 2019 | 2020 | 2022 |